# Macteola anomala
Macteola anomala é uma espécie de gastrópode do gênero Macteola, pertencente a família Mangeliidae.